# Masakr na střední škole
Masakr na střední škole (v originále Detention) je americký akční film z roku 2003, který režíroval Sidney J. Furie. V hlavních rolích hrají Alex Karzis jako Chester Lamb a Dolph Lundgren jako Sam Decker, středoškolský učitel, který odchází ze školy a má naposledy hlídat studenty po škole. Sam však musí problémové studenty a outsidery sjednotit, aby přežili a společně porazili zločince, kteří zaútočili na školu.

## Děj
Bývalý voják Sam Decker učí na problémové střední škole Hamilton High, ale znechucený systémem podá výpověď. V den, kdy má odejít, mu připadne poslední dozor nad nejproblémovějšími studenty, kteří jsou po škole. Po vyučování školu obsadí ozbrojený gang vedený Chesterem Lambem, který chce v útrobách školy ukrýt zásilku heroinu v hodnotě 300 milionů dolarů a uprchnout v upravených policejních vozech. Nikdo ale netuší, že uvnitř zůstali Sam a pár studentů. Začíná smrtící hon, při kterém Lambova banda využívá kamerový systém a bezpečnostní prvky školy. Sam a studenti jsou nuceni spolupracovat, bojovat o život a překazit pečlivě připravený zločin. Během zoufalého boje objevují nejen vlastní odvahu, ale i to, že v pozadí stojí korupce sahající až do policejních struktur. 

## Obsazení
- Dolph Lundgren jako Sam Decker
- Alex Karzis jako Chester Lamb
- Kata Dobó jako Gloria Waylon
- Corey Sevier jako Mick Ashton
- Dov Tiefenbach jako Willy Lopez
- K.C. Collins jako "Hogie" Hogarth (v titulcích jako Chris Collins)
- Mpho Koaho jako Jay Tee Barrow
- Larry Day jako Earl Hendorf
- Shawn Roberts jako Corey Washington
- Jennifer Baxter jako Margo Conroy
- Nicole Dicker jako Charlee Tuckle
- Richard Yearwood jako Leon
- Joseph Scoren jako Viktor
- Anthony J. Mifsud jako Alek
- Roy Lewis jako Lyle Nesson
- Dan Willmott jako seržant Phil Axel
- Joseph Griffin jako Phil Macer